# هولگر سالین
هولگر سالین (فنلاندی: Holger Salin; ۱۸ سپتامبر ۱۹۱۱ – ۱۹۴۳/۱۹۴۴) بازیکن فوتبال اهل فنلاند بود.
وی همچنین در تیم ملی فوتبال فنلاند بازی کرده‌است.